# Уралмеханобр
56°49′28″ пн. ш. 60°35′43″ сх. д. / 56.82442° пн. ш. 60.59523° сх. д.
Уралмеханобр (повна назва — Науково-дослідний та проектний інститут збагачення та механічної обробки корисних копалин АТ «Уралмеханобр») — науково-дослідний інститут в Єкатеринбурзі. З 2000 року перебуває у складі холдингу «Уральська гірничо-металургійна компанія». Має дві виробничі філії — у Гаї (Росія) та в Кустанаї (Казахстан). Займається науковими розробками в галузі збагачення корисних копалин. Фахівці інституту беруть участь у проєктуванні та науковому забезпеченні гірничих, збагачувальних, металургійних, хімічних підприємств як у Росії, так і за кордоном.